# Fragile (álbum de Saron Gas)
Fragile es el álbum debut de la banda sudafricana de Alternative metal/post-grunge Saron Gas. Luego del lanzamiento de este álbum, Wind-up Records le pregunta a la banda si quieren cambiar de nombre para que no exista confusión con el gas sarín, mortal agente nervioso, a lo que los músicos accedieron cambiándolo por Seether.

## Canciones del álbum
| Fragile |                    |          |  |
| N.º     | Título             | Duración |  |
| 1.      | «Beer»             | 2:47     |  |
| 2.      | «69 Tea»           | 3:36     |  |
| 3.      | «Pride»            | 4:22     |  |
| 4.      | «Fine Again»       | 4:03     |  |
| 5.      | «Empty»            | 4:15     |  |
| 6.      | «Tied My Hands»    | 5:13     |  |
| 7.      | «Take Me Away»     | 3:31     |  |
| 8.      | «Driven Under»     | 4:30     |  |
| 9.      | «Stay and Play»    | 3:05     |  |
| 10.     | «Your Bore»        | 3:40     |  |
| 11.     | «Pig»              | 4:27     |  |
| 12.     | «Dazed and Abused» | 3:08     |  |

| Bonus Tracks |                                    |          |  |
| N.º          | Título                             | Duración |  |
| 1.           | «Gasoline»                         | 2:44     |  |
| 2.           | «Tied My Hands» (versión acústica) | 4:46     |  |
| 3.           | «Senseless Tragedy»                | 3:16     |  |

## Personal
- Shaun Morgan – guitarra, voz
- Dale Stewart – bajo
- Dave Cohoe – batería